# 輪之内町立図書館
輪之内町立図書館（わのうちちょうりつとしょかん）は、岐阜県安八郡輪之内町にある公共図書館。
輪之内町プラネットプラザを構成する施設の一つである。輪之内町歴史民俗資料館を併設し、輪之内町立図書館・歴史民俗資料館と表記されることもある。

## 概要
1993年（平成5年）5月22日開館。同日に竣工式が行われた。
建物は2階建、1993年（平成5年）3月15日竣工。図書館部分の延床面積は689.00m2。
2019年度（令和元年度）末時点の総蔵書数は88,968冊である。

## 施設概要
- 一般閲覧コーナー
- 児童図書コーナー
- 学習室
- 視聴覚室
- AVルーム
- 会議室

## 利用案内
- 開館時間：9:00 - 17:00
- 休館日：月曜日（当日が祝日の時は翌日）、祝日の翌日（その日が月曜日の場合は翌日。その日が日曜日の場合は翌々日とし、その日が土曜日の場合は次の火曜日）、館内整理日（毎月最終金曜日）、年末年始（12月29日 - 1月3日）[3]
- 貸出
  - 貸出点数：1人10点まで
  - 貸出期間：14日間

## 歴史民俗資料館
- 輪之内町立図書館1階に併設されている。輪之内町立図書館と同じ日に開館[4]。
- 四郷遺跡（輪之内中学校校地造成時に発掘された弥生時代後期の遺跡）[7]出土土器や、輪中の歴史（農具・漁具・生活用具、過去の災害時の水位が電光表示される｢長良川・揖斐川の水位」など）が展示されている。

### 利用案内
- 開館時間：9:00 - 17:00
- 休館日：月曜日、祝日（その日が日曜日又は月曜日の場合は、その翌日）[8]
- 入館料：大人110円、小人（小・中学生）50円[9]

## 交通アクセス
- 名阪近鉄バス「輪之内文化会館」バス停より徒歩すぐ。
  - 大垣駅（大垣駅前バスのりば）より輪之内線「輪之内文化会館」行き。
  - 岐阜羽島駅より輪之内羽島線「輪之内文化会館」行き。

## 周辺施設
- 輪之内町立輪之内中学校
- 輪之内町役場
- 輪之内町民センター
- 輪之内体育センター
- 輪之内町保健福祉センター

## その他
- 輪之内町立図書館を含む輪之内町プラネットプラザにある施設には、ギリシャ神話に登場する神に因む物、施設、設備などがある。輪之内アポロンスタジアムは名称はアポロンに因み、輪之内町文化会館内のホールであるアーリオンホールはアーリオンに因む。また、輪之内町立図書館のホールにはアテネ像が設置されている。